# Hadena tolimae
Hadena tolimae är en fjärilsart som beskrevs av Hans Zerny 1916. Hadena tolimae ingår i släktet Hadena och familjen nattflyn. Inga underarter finns listade i Catalogue of Life.